# One Direction
One Direction ist eine britische Boygroup, bestehend aus Niall Horan, Harry Styles und Louis Tomlinson. Sie wurde 2010 im Zuge der siebten Ausgabe der britischen Casting-Show The X Factor gegründet, erreichte dort im Finale den 3. Platz und erhielt anschließend einen Plattenvertrag bei Sony Music.

## Geschichte

### 2010: The X-Factor
Die zunächst fünf Bandmitglieder traten zu Beginn von The X Factor als Einzelkandidaten an, wurden aber im Bootcamp auf Anraten der Gastjurorin Nicole Scherzinger zu einer Gruppe zusammengeformt und somit der Gruppen-Kategorie zugeordnet. Obwohl sie nur Dritte wurden, erhielten die fünf Bandmitglieder einen Plattenvertrag mit Sony Music über zwei Millionen Pfund.

### 2010–2011:Up All Night
Im September 2011 veröffentlichte die Gruppe in Großbritannien und Irland ihre erste Single What Makes You Beautiful. Sie erreichte in beiden Ländern auf Anhieb Platz 1. Die zweite Single Gotta Be You ihres ersten Albums Up All Night wurde im November 2011 veröffentlicht. Neben der Ankündigung einer Tour durch Großbritannien und Irland wurde Anfang November auch eine Tour zusammen mit der amerikanischen Band Big Time Rush angekündigt. Das erste Album der Band wurde am 13. März 2012 auch in den USA veröffentlicht.
In den deutschsprachigen Ländern erschien die erste Single What Makes You Beautiful im Dezember 2011, konnte dort jedoch nicht an den Erfolg in der Heimat heranreichen. In den Vereinigten Staaten konnte sich die Single auf Platz 4 der Charts platzieren. Das Album Up All Night erreichte dort und in Irland Platz 1 und in Großbritannien Platz 2. Mit One Thing und More Than This kamen noch zwei weitere Songs aus dem Album in die Charts.

### 2012–2013:Take Me Home, Kinofilm undMidnight Memories

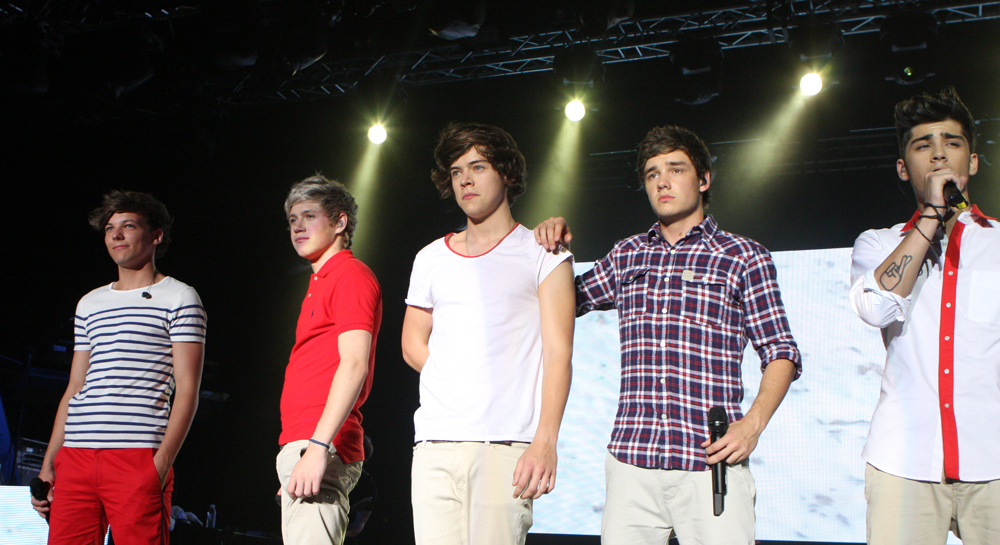
Die Band im Jahr 2012

Im August 2012 trat die Gruppe bei der Schlussfeier der Olympischen Sommerspiele 2012 im Olympiastadion London auf. Mit Live While We’re Young wurde im September 2012 eine neue Single veröffentlicht. Sie erreichte gute Platzierungen und kam auch in Österreich und der Schweiz in die Top 10. Unmittelbar vor Veröffentlichung ihres zweiten Albums erschien weltweit im Oktober das Lied Little Things. In Großbritannien war es ihr zweiter Nummer-eins-Hit. Das Album Take Me Home kam in vielen Ländern auf Platz eins und erreichte auch in den deutschsprachigen Ländern Spitzenplatzierungen.
2013 beteiligten sich One Direction an der Benefizaktion Comic Relief. Sie nahmen als Single ein Mash-up aus One Way or Another von Blondie und Teenage Kicks von den Undertones auf. Das Lied erschien Mitte Februar und wurde ein weiterer internationaler Erfolg sowie der dritte Nummer-eins-Hit im Vereinigten Königreich und Irland. Im Februar 2013 begann ihre zweite Konzerttournee. Im Mai 2013 kündigten sie die nächste Welttournee 2014 an. Sie trägt den Titel Where We Are. Im August 2013 erschien ihr drittes Buch Where We Are – Our Band, Our Story. Ende August kam die 3D-Dokumentation This Is Us weltweit in die Kinos. Im September kam das Parfum Our Moment erstmals in Deutschland auf den Markt. Ende November 2013 veröffentlichte die Gruppe ihr drittes Studioalbum, Midnight Memories. Die erste Single Best Song Ever erschien bereits im Juli, die zweite Auskoppelung Story of My Life im Oktober des Jahres.

### 2014–2015:Four, Ausstieg Maliks,Made in the A.M., Paynes Tod
Ihr viertes Album, Four, wurde im November 2014 veröffentlicht. Der Song Fireproof konnte bereits vorher auf der Website der Band kostenlos heruntergeladen werden. Mit Steal My Girl war bereits Ende September die erste Auskopplung erschienen. Die zweite Single Night Changes folgte im November.
Im März 2015 verließ Zayn Malik aus persönlichen Gründen die Band, die als Quartett weiterbestand: Ihr letztes Studioalbum erschien Mitte November 2015 und trägt den Titel Made in the A.M. Die erste Single Drag Me Down konnte weltweit gute Chartpositionen erreichen, zwei weitere wurden veröffentlicht – Perfect und History. Die verbliebenen Mitglieder gaben im August 2015 bekannt, dass sie ab März 2016 für ein Jahr pausieren würden. Eine Rückkehr geschah jedoch nicht (Stand: Februar 2025). Im Oktober 2024 starb Sänger Liam Payne durch einen Sturz von einem Hotelbalkon in Buenos Aires.

## Diskografie
Studioalben

| Jahr | Titel Musiklabel                      | Höchstplatzierung, Gesamtwochen, AuszeichnungChartplatzierungen (Jahr, Titel, Musiklabel, Platzierungen, Wochen, Auszeichnungen, Anmerkungen) | Höchstplatzierung, Gesamtwochen, AuszeichnungChartplatzierungen (Jahr, Titel, Musiklabel, Platzierungen, Wochen, Auszeichnungen, Anmerkungen) | Höchstplatzierung, Gesamtwochen, AuszeichnungChartplatzierungen (Jahr, Titel, Musiklabel, Platzierungen, Wochen, Auszeichnungen, Anmerkungen) | Höchstplatzierung, Gesamtwochen, AuszeichnungChartplatzierungen (Jahr, Titel, Musiklabel, Platzierungen, Wochen, Auszeichnungen, Anmerkungen) | Höchstplatzierung, Gesamtwochen, AuszeichnungChartplatzierungen (Jahr, Titel, Musiklabel, Platzierungen, Wochen, Auszeichnungen, Anmerkungen) | Höchstplatzierung, Gesamtwochen, AuszeichnungChartplatzierungen (Jahr, Titel, Musiklabel, Platzierungen, Wochen, Auszeichnungen, Anmerkungen) | Anmerkungen                                                   |
| Jahr | Titel Musiklabel                      | DE | AT | CH | UK | US | IE | Anmerkungen                                                   |
| ---- | ------------------------------------- | --- | --- | --- | --- | --- | --- | ------------------------------------------------------------- |
| 2011 | Up All Night Syco Records (Sony)      | DE16 Gold · (21 Wo.)DE | AT18 Gold · (16 Wo.)AT | CH18 Gold · (52 Wo.)CH | UK2 ×3Dreifachplatin · (127 Wo.)UK | US1 ×3Dreifachplatin · (106 Wo.)US | IE1 ×2Doppelplatin · (164 Wo.)IE | Erstveröffentlichung: 21. November 2011 Verkäufe: + 6.412.811 |
| 2012 | Take Me Home Syco Records (Sony)      | DE2 Gold · (12 Wo.)DE | AT2 Gold · (20 Wo.)AT | CH1 Gold · (33 Wo.)CH | UK1 ×4Vierfachplatin · (98 Wo.)UK | US1 ×3Dreifachplatin · (79 Wo.)US | IE1 ×3Dreifachplatin · (107 Wo.)IE | Erstveröffentlichung: 9. November 2012 Verkäufe: + 6.502.419  |
| 2013 | Midnight Memories Syco Records (Sony) | DE5 Gold · (17 Wo.)DE | AT2 Gold · (19 Wo.)AT | CH2 Platin · (28 Wo.)CH | UK1 ×3Dreifachplatin · (56 Wo.)UK | US1 ×3Dreifachplatin · (92 Wo.)US | IE1 ×3Dreifachplatin · (62 Wo.)IE | Erstveröffentlichung: 25. November 2013 Verkäufe: + 6.211.682 |
| 2014 | Four Syco Records (Sony)              | DE5 Gold · (9 Wo.)DE | AT1 Gold · (19 Wo.)AT | CH2 (16 Wo.)CH | UK1 ×3Dreifachplatin · (34 Wo.)UK | US1 Platin · (68 Wo.)US | IE1 (47 Wo.)IE | Erstveröffentlichung: 14. November 2014 Verkäufe: + 3.285.059 |
| 2015 | Made in the A.M. Syco Records (Sony)  | DE2 Gold · (9 Wo.)DE | AT2 Gold · (17 Wo.)AT | CH3 Gold · (14 Wo.)CH | UK1 ×2Doppelplatin · (42 Wo.)UK | US2 ×2Doppelplatin · (49 Wo.)US | IE1 (49 Wo.)IE | Erstveröffentlichung: 13. November 2015 Verkäufe: + 3.712.800 |

## Filmografie
Fernsehen
- 2010: The X Factor (Kandidaten)
- 2011: ITV2 Special, One Direction: A Year in the Making (Dokumentation)
- 2012: iCarly (Gastauftritt)
- 2012: Saturday Night Live
- 2016: Family Guy Staffel 14, Episode 19 „Run, Chris, Run“ (Gastauftritt)[15]

Film
- 2012: Up All Night – The Live Tour DVD (Dokumentation)
- 2013: This Is Us (Dokumentation)
- 2014: Where We Are (Konzertfilm)

## Auszeichnungen
| Jahr | Award                           | Kategorie                                      | Resultat |
| ---- | ------------------------------- | ---------------------------------------------- | -------- |
| 2011 | 4 Music Award                   | Best Group                                     | Gewonnen |
| 2011 | 4 Music Award                   | Best Video                                     | Gewonnen |
| 2011 | 4 Music Award                   | Best Breakthrough                              | Gewonnen |
| 2012 | MTV Europe Music Awards         | Biggest Fans                                   | Gewonnen |
| 2012 | MTV Europe Music Awards         | Best Newcomer                                  | Gewonnen |
| 2012 | Bambi                           | Pop International                              | Gewonnen |
| 2012 | BRIT Awards                     | Best British Single „What Makes You Beautiful“ | Gewonnen |
| 2012 | Nickelodeon Kids’ Choice Awards | Favourite UK Band                              | Gewonnen |
| 2012 | Nickelodeon Kids’ Choice Awards | Favourite UK Newcomer                          | Gewonnen |
| 2012 | People’s Choice Awards          | Breakout Group                                 | Gewonnen |
| 2012 | Teen Choice Awards              | Choice Breakout Group                          | Gewonnen |
| 2012 | Teen Choice Awards              | Choice Summer Music Star: Group                | Gewonnen |
| 2012 | Teen Choice Awards              | Choice Music: Love Song                        | Gewonnen |
| 2012 | MTV Video Music Awards          | Favorite Song                                  | Gewonnen |
| 2013 | BRIT Awards                     | BRITs Global Success                           | Gewonnen |
| 2013 | Nickelodeon Kids’ Choice Awards | Group of the Year International                | Gewonnen |
| 2013 | Nickelodeon Kids’ Choice Awards | Favorite Music Group                           | Gewonnen |
| 2013 | Nickelodeon Kids’ Choice Awards | Favorite Song                                  | Gewonnen |
| 2013 | NRJ Music Awards                | Favorite Song                                  | Gewonnen |
| 2013 | People’s Choice Awards          | Favorite Album                                 | Gewonnen |
| 2013 | Billboard Music Awards          | Top Duo/Group                                  | Gewonnen |
| 2013 | Billboard Music Awards          | Top New Artist                                 | Gewonnen |
| 2013 | Billboard Music Awards          | Top Pop Artist                                 | Gewonnen |
| 2013 | MTV Video Music Awards          | Best Song of the Summer                        | Gewonnen |
| 2013 | MTV Europe Music Awards         | Best Pop                                       | Gewonnen |
| 2013 | American Music Awards           | Favorite Band, Duo or Group – Pop/Rock         | Gewonnen |
| 2013 | American Music Awards           | Favorite Album – Pop/Rock                      | Gewonnen |
| 2014 | BRIT Awards                     | British Video                                  | Gewonnen |
| 2014 | BRIT Awards                     | BRITs Global Success                           | Gewonnen |
| 2015 | Billboard Music Awards          | Top Touring Artist                             | Gewonnen |
| 2015 | Billboard Music Awards          | Top Duo/Group                                  | Gewonnen |